# Liste des conseillers généraux de la Haute-Corse

## Composition du Conseil départemental deHaute-Corse(30 sièges)
| Parti                             | Sigle | Élus |
| --------------------------------- | ----- | ---- |
| Majorité (20 sièges)              |       |      |
| Divers gauche                     | DVG   | 9    |
| Parti radical de gauche           | PRG   | 7    |
| Sans étiquette                    | SE    | 2    |
| Divers droite                     | DVD   | 2    |
| Opposition (9 sièges)             |       |      |
| Divers droite                     | DVD   | 3    |
| Union pour un mouvement populaire | UMP   | 3    |
| Femu a Corsica                    | FC    | 3    |
| Non-inscrits (1 siège)            |       |      |
| Mouvement corse-démocrate         | MCD   | 2    |
| Président du Conseil général      |       |      |
| François Orlandi (PRG)            |       |      |

## Liste des conseillers généraux deHaute-Corse(de 2011 à 2015)
| Canton                                | Circ. | Conseiller général          | Fonction CG                            | Groupe | Parti | Série |
| ------------------------------------- | ----- | --------------------------- | -------------------------------------- | ------ | ----- | ----- |
| Arrondissement de Bastia              |       |                             |                                        |        |       |       |
| Canton d'Alto-di-Casaconi             | 2     | Jean-Marie Vecchioni        | -                                      | Dém    | DVG   | 2011  |
| Canton de Bastia I Centre             | 1     | Jean-Louis Milani           | -                                      | ULP    | UMP   | 2011  |
| Canton de Bastia II Fango             | 1     | Henri Zuccarelli            | -                                      | RDG    | PRG   | 2008  |
| Canton de Bastia III Turette          | 1     | Jean-Jacques Vendasi        | Président de groupe                    | RDG    | PRG   | 2011  |
| Canton de Bastia IV Cimballo          | 1     | Jean-Baptiste Raffalli      | 3e Vice-Président                      | RDG    | PRG   | 2008  |
| Canton de Bastia V Lupino             | 1     | Eric Calloni                | 5e Vice-Président                      | RDG    | PRG   | 2008  |
| Canton de Bastia VI Montesoro-Furiani | 1     | Joseph Martelli             | -                                      | RDG    | PRG   | 2008  |
| Canton de Borgo                       | 1     | Jean-Baptiste Dominici      | -                                      | ULP    | DVD   | 2008  |
| Canton de Campoloro-di-Moriani        | 2     | Henriette Danti             | -                                      | Dém    | PS    | 2011  |
| Canton de Capo-Bianco                 | 2     | François Orlandi            | Président                              | CD     | PRG   | 2011  |
| Canton de Fiumalto-d'Ampugnani        | 2     | Ours-Pierre Grimaldi        | -                                      | ULP    | UMP   | 2008  |
| Canton de Conca-d'Oro                 | 1     | Claudy Olmeta               | -                                      | ULP    | DVD   | 2011  |
| Canton du Haut-Nebbio                 | 1     | Claude Flori                | -                                      | ULP    | MD    | 2008  |
| Canton de Sagro-di-Santa-Giulia       | 1     | Ange-Pierre Vivoni          | -                                      | Dém    | PS    | 2011  |
| Canton de San-Martino-di-Lota         | 1     | Jean Jacques Padovani       | 1er Vice-Président Président de groupe | CD     | DVG   | 2008  |
| Canton de Vescovato                   | 2     | Joseph Castelli             |                                        | RDG    | PRG   | 2008  |
| Arrondissement de Calvi               |       |                             |                                        |        |       |       |
| Canton de Belgodère                   | 2     | Pierre-Marie Mancini        | 8e Vice-Président                      | Dém    | DVG   | 2011  |
| Canton de Calenzana                   | 2     | Pierre Guidoni              | -                                      | Dém    | DVD   | 2008  |
| Canton de Calvi                       | 2     | Jean-Toussaint Guglielmacci | -                                      | -      | DVD   | 2008  |
| Canton de l'Île-Rousse                | 2     | Hyacinthe Mattei            | 2e Vice-Président                      | -      | PS    | 2011  |
| Arrondissement de Corte               |       |                             |                                        |        |       |       |
| Canton de Bustanico                   | 2     | Dominique Vannucci          | -                                      | Dém    | PS    | 2008  |
| Canton de Castifao-Morosaglia         | 2     | Jacques Costa               | 9e Vice-Président                      | CD     | PRG   | 2011  |
| Canton de Corte                       | 2     | Pierre Ghionga              | -                                      | Dém    | DVG   | 2011  |
| Canton de Ghisoni                     | 2     | Francis Guidici             | 6e Vice-Président                      | Dém    | DVD   | 2008  |
| Canton de Moïta-Verde                 | 2     | Ange Fraticelli             | Président de Groupe                    | ULP    | UMP   | 2008  |
| Canton de Niolu-Omessa                | 2     | Jean-Baptiste Castellani    | -                                      | ULP    | UMP   | 2011  |
| Canton d'Orezza-Alesani               | 2     | Luc-Antoine Marsily         | -                                      | -      | DVD   | 2008  |
| Canton de Prunelli-di-Fiumorbo        | 2     | Pierre-Simeon de Buochberg  | -                                      | -      | DVD   | 2011  |
| Canton de Venaco                      | 2     | Michel Mezzadri             | -                                      | RDG    | DVG   | 2011  |
| Canton de Vezzani                     | 2     | Paul Peraldi                | 7e Vice-Président Président de groupe  | Dém    | PRG   | 2008  |